# 4 octobre
Pour les articles homonymes, voir Quatre-Octobre.
4 septembre 4 novembre
Chronologies thématiques
- Croisades
- Ferroviaires
- Sports
- Disney
- Anarchisme
- Catholicisme

Abréviations / Voir aussi
- (° 1852) = né en 1852
- († 1885) = mort en 1885
- a.s. = calendrier julien
- n.s. = calendrier grégorien
- Calendrier
- Calendrier perpétuel
- Liste de calendriers
- Naissances du jour

Le 4 octobre est le 277e jour de l'année du calendrier grégorien, 278e lorsqu'elle est bissextile (il en reste ensuite 88).
C'était généralement l'équivalent du 13 vendémiaire du calendrier républicain ou révolutionnaire français, officiellement dénommé jour du potiron (voir aussi Halloween et Samain les 31 octobre et 1er novembre).

## Événements

### XIVesiècle
- 1302 : signature de la paix mettant fin à la guerre vénéto-byzantine (1296-1302).

### XVIesiècle
- 1515 : reddition de Maximilien Sforza, qui cède le duché de Milan à François Ier de France.
- 1529 : fin du Colloque de Marbourg, réunion de théologien protestants dirigée par Martin Luther.
- 1582 : à la suite de l'adoption du calendrier grégorien, le 4 octobre 1582 fut directement suivi du 15 octobre (10 jours furent supprimés).

### XVIIesiècle
- 1638 : victoire suédoise à la bataille de Wittstock, pendant la guerre de Trente Ans.
- 1693 : victoire française à la bataille de La Marsaille, pendant la guerre de la Ligue d’Augsbourg.

### XVIIIesiècle
- 1745 : couronnement à Francfort-sur-le-Main de l'empereur François Ier du Saint-Empire, époux de Marie-Thérèse d'Autriche (guerre de Succession d'Autriche).
- 1777 : Bataille de Germantown, au nord de Philadelphie, dans le cadre de la Guerre d'indépendance des États-Unis, opposant les Indépendantistes américains à L'armée britannique. La bataille se termine par une victoire britannique.

### XIXesiècle
- 1816 : victoire des royalistes libéraux à la Chambre des députés française.
- 1824 : proclamation de la république du Mexique.
- 1830 : déclaration d'indépendance de la Belgique par son gouvernement provisoire.
- 1853 : début de la guerre de Crimée.
- 1870 : prise d'Épernon, dans le département d'Eure-et-Loir par le colonel prussien Constantin von Alvensleben, pendant la Guerre franco-allemande de 1870.
- 1898 : début des travaux du métro parisien.

### XXesiècle
- 1910 : à la suite de la révolution portugaise, le roi Manuel II s'enfuit vers l'Angleterre.
- 1930 : révolution au Brésil.
- 1941 : la grève est interdite en France par le régime de Vichy.
- 1943 : fin de la Libération de la Corse.
- 1945 : ouverture du procès de Pierre Laval, vice-président du régime de Vichy.
- 1956 : résolution n°120 du Conseil de sécurité des Nations unies, sur la situation en Hongrie.
- 1958 : promulgation de la Constitution de la Ve République en France.
- 1966 : indépendance du Lesotho (fête infra).
- 1984 : discours historique de Thomas Sankara, président du Burkina Faso à l'ONU.
- 1986 : achèvement du Plan Delta aux Pays-Bas, un chantier de génie civil visant à sécuriser la côte de tout le pays face aux raz de marée.
- 1991 : traité sur la protection de l'Antarctique.
- 1993 : occupation par l'armée de la Maison blanche de Russie (Douma), lors de la crise constitutionnelle russe.

### XXIesiècle
- 2017 : embuscade de Tongo Tongo, lors de la guerre du Sahel.
- 2020 :
  - en France, un référendum sur l'indépendance de la Nouvelle-Calédonie est organisé dans le cadre de l'accord de Nouméa. Il s'agit du deuxième des trois référendums  prévus par cet accord de 1998 et il est d'autodétermination. La majorité des Calédoniens vote contre l’indépendance[1].
  - au Kirghizistan, les élections législatives ont lieu afin de renouveler les 120 sièges du Conseil suprême du pays. Le scrutin est une victoire personnelle pour le président Sooronbaï Jeenbekov mais est suivi de manifestations et de la chute du gouvernement[2].
- 2024 : 12e jours des bombardements israéliens au Liban qui font état de 25 morts et 127 blessés de plus.

## Arts, culture et religion
- 1916 : création de la version finale de Ariane à Naxos, opéra de Richard Strauss à Vienne (Autriche).
- 1926 : André Breton rencontre Nadja[3].
- 1987 : béatification de Marcel Callo par le pape catholique Jean-Paul II.
- 1994 : Johnny Hallyday sort son 38e album studio intitulé Rough Town, le cinquième et dernier album du chanteur en langue étrangère ainsi que le troisième en anglais.
- 2007 : lors du troisième rassemblement œcuménique de Sibiu, en Roumanie, décision de clore le Temps de la Création au 4 octobre, jour de la saint François d'Assise infra.
- 2012 : le pape Benoît XVI effectue le dernier voyage officiel de son pontificat à Lorette, en Italie.

## Sciences et techniques
- 1957 : lancement par l'URSS de Spoutnik 1 qui devient le premier satellite artificiel de la Terre.
- 1959 : lancement de la sonde Luna 3 par l'URSS, elle a pour but de prendre des photographies de la face cachée de la Lune.
- 2016 : le prix Nobel de physique est attribué aux Britanniques David J. Thouless, Duncan Haldane, et John M. Kosterlitz, pour leurs travaux sur les transitions de phases et les phases topologiques de la matière.
- 2017 : le prix Nobel de chimie est attribué conjointement au Suisse Jacques Dubochet, à l'Allemand Joachim Frank, et au Britannique Richard Henderson, pour « avoir développé la cryo-microscopie électronique ».
- 2021 : le prix Nobel de physiologie ou médecine est attribué à l'Américain David Julius et l'Américano-Libanais Ardem Patapoutian pour leurs travaux sur les récepteurs de la température et du toucher[4].
- 2022 : le prix Nobel de physique est attribué au Français Alain Aspect, à l'Américain John Clauser et à l'Autrichien Anton Zeilinger pour leurs découvertes sur l'intrication quantique[5].
- 2023 : le prix Nobel de chimie 2023 est attribué au Franco-Américano-Tunisien Moungi G. Bawendi, à l'Américain Louis E. Brus et le Russe Alexeï Iekimov « pour la découverte et la synthèse de boîtes quantiques »[6].

## Économie et société
- 1651 : Louis de Bourgogne devient maréchal de camp par brevet.
- 1924 : mise en service de l'autodrome de Linas-Montlhéry.
- 1945 : création de la Sécurité sociale en France.
- 2002 : Sohane Benziane est retrouvée grièvement brûlée et meurt de ses blessures.

## Naissances

### XIIIesiècle
- 1289 : Louis X dit « Le Hutin », roi de France de 1314 à 1316, et de Navarre de 1305 à 1316 († 5 juin 1316).

### XIVesiècle
- 1379 : Henri III, roi de Castille de 1390 à 1406 († 25 décembre 1406).

### XVIesiècle
- 1515 : Lucas Cranach le Jeune, peintre allemand († 1586).
- 1532 : Francisco de Toledo, prélat espagnol († 14 septembre 1596).
- 1542 : Robert Bellarmin, prélat italien († 17 septembre 1586).
- 1550 : Charles IX, roi de Suède de 1604 à 1611 († 30 octobre 1611).
- 1562 : Christian Sørensen Longomontanus, astronome danois († 8 octobre 1647).

### XVIIesiècle
- 1604 : Luigi Baccio del Bianco, peintre italien († 29 avril 1656).
- 1625 : Jacqueline Pascal, religieuse française († 4 octobre 1661).
- 1626 : Richard Cromwell, homme politique britannique, Lord Protecteur d'Angleterre, d'Écosse et d'Irlande de 1658 à 1659 († 12 juillet 1712).
- 1657 : Francesco Solimena, peintre italien († 5 avril 1747).
- 1687 : Robert Simson, mathématicien écossais († 1er octobre 1768).

### XVIIIesiècle
- 1712 : Charles Louis de Marbeuf, militaire français († 20 septembre 1786).
- 1741 : Edmond Malone, érudit shakespearien irlandais, directeur de publication († 25 avril 1812).
- 1759 : Louis François Antoine Arbogast, mathématicien français († 18 avril 1803).
- 1784 : « Panchón » (Francisco González Díaz dit), matador espagnol († 8 mars 1843).
- 1787 : François Guizot, historien et homme politique français, président du Conseil des ministres de 1847 à 1848 et plusieurs fois ministre († 12 septembre 1874).
- 1800 : Amile-Ursule Guillebaud, artiste peintre suisse († après 1880)

### XIXesiècle
- 1807 : Louis-Hippolyte La Fontaine, homme politique canadien, Premier ministre du Canada-Est de 1842 à 1843 et de 1848 à 1851 († 26 février 1864).
- 1808 : Bernard de Susbielle, officier général français († 15 mars 1893).
- 1814 : Jean-François Millet, peintre français († 20 janvier 1875).
- 1816 : Eugène Pottier, poète et révolutionnaire français († 6 novembre 1887).
- 1820 : François Musin, peintre belge († 24 octobre 1888).
- 1822 : Rutherford Birchard Hayes, homme politique et avocat américain, 19e président des États-Unis de 1877 à 1881 († 17 janvier 1893).
- 1836 : Juliette Adam, écrivaine française († 23 août 1936).
- 1858 :
  - Michael Idvorsky Pupin (Михајло Идворски Пупин), physicien serbe († 12 mars 1935).
  - Léon Serpollet, industriel français, pionnier de l'automobile à vapeur († 1er février 1907).
- 1861 : Frederic Remington, peintre américain († 26 décembre 1909).
- 1862 : Edward Stratemeyer, écrivain américain († 10 mai 1930).
- 1872 : Ernest Fourneau, chimiste et pharmacologue français († 5 août 1949).
- 1880 : Alfred Damon Runyon, écrivain américain († 10 décembre 1946).
- 1881 :
  - Walther von Brauchitsch, militaire allemand († 18 octobre 1948).
  - André Salmon, écrivain français († 12 mars 1969).
- 1884 : Félix Gouin, homme politique français, président de l'Assemblée constituante de 1944 à 1946 († 25 octobre 1977).
- 1887 : Pierre Taittinger, homme politique français († 22 janvier 1965).
- 1886 : Murao Nakamura (中村 武羅夫), romancier et critique littéraire japonais († 13 mai 1949).
- 1889 : 
  - Vassily Krestovsky, peintre et sculpteur russe († 30 juillet 1914).
  - John Kelly, sportif américain, triple champion olympique en aviron, père de l'actrice Grace Kelly († 20 juin 1960).
- 1892 : Engelbert Dollfuss, homme politique autrichien, 14e chancelier fédéral d'Autriche de 1932 à 1934 († 25 juillet 1934).
- 1895 : 
  - Buster Keaton (Joseph Frank Keaton Junior dit), acteur et cinéaste américain († 1er février 1966).
  - Richard Sorge, révolutionnaire et journaliste allemand et soviétique († 7 novembre 1944).
- 1900 : Robert Shayne, acteur américain († 29 novembre 1992).

### XXesiècle
- 1903 :
  - Bona Arsenault, homme politique et écrivain québécois († 4 juillet 1993).
  - John Vincent Atanasoff, physicien américain († 15 juin 1995).
  - Ernst Kaltenbrunner, criminel nazi († 16 octobre 1946).
- 1904 : Charles Bareiss, résistant alsacien pendant la Seconde Guerre mondiale († 24 septembre 1961).
- 1907 : Alain Daniélou, indianiste et musicologue français († 27 janvier 1994).
- 1909 : James B. Pritchard, archéologue américain († 1er janvier 1997).
- 1911 : Jacques Miquelon, homme politique québécois († 16 juin 2004).
- 1912 : Bernard Chevallier, cavalier français, champion olympique († 6 avril 1997).
- 1914: Jim Cairns, homme politique australien († 12 octobre 2003).
- 1915 : Silvina Bullrich, romancière argentine († 2 juillet 1990).
- 1916 :
  - Francine Bloch, critique littéraire et musicale française († 28 octobre 2005).
  - Vitaly Ginzburg (Вита́лий Ла́заревич Ги́нзбург), physicien russe, prix Nobel de physique en 2003 († 8 novembre 2009).
  - Anton Rupert, homme d'affaires sud-africain († 18 janvier 2006).
  - George Sidney, réalisateur et producteur américain († 5 mai 2002).
- 1917 : Violeta Parra, artiste chilienne († 7 février 1967).
- 1918 :
  - Giovanni Cheli, prélat italien († 8 février 2013).
  - Kenichi Fukui (福井 謙一), chimiste japonais, prix Nobel de chimie en 1981 († 9 janvier 1998).
- 1919 : Maurice-René Simonnet, homme politique français († 21 août 1988)
- 1922 : Jeanne Beretta Molla, médecin italienne et sainte catholique († 28 avril 1962).
- 1923 :
  - Charlton Heston (John Charlton Carter dit), acteur américain († 5 avril 2008).
  - Paul-Olivier Trépanier, architecte et homme politique québécois († 27 octobre 2007).
- 1926 : Pierre Lamy, producteur québécois de cinéma et d'émissions télévisées († 6 décembre 1998).
- 1928 : 
  - Charles Jolibois, avocat et homme politique français († 23 janvier 2013).
  - Alvin Toffler, romancier américain († 27 juin 2016).
- 1931 :
  - Terence Conran, designer et homme d'affaires britannique († 12 septembre 2020).
  - Bernard Woringer, acteur et doubleur vocal français († 22 mai 2014).
- 1932 : 
  - Étienne Davignon, homme d'État et homme d'affaires belge.
  - Harold Edward « Hal » Patterson, joueur de football canadien né aux États-Unis († 21 novembre 2011).
- 1935 : 
  - Hélène Borne (Dorlhac de Borne née Roujon), femme politique française.
  - Cécile Odartchenko, écrivaine et éditrice française bordelaise.
- 1936 : Christopher Alexander, anthropologue et architecte anglais d'origine autrichienne († 17 mars 2022).
- 1937 : Jacqueline Jill « Jackie » Collins, actrice et romancière britanno-américaine († 19 septembre 2015).
- 1938 : Kurt Wüthrich, chimiste suisse, prix Nobel de chimie en 2002.
- 1939 : 
  - Jean-François Laguionie, réalisateur de films d'animation et écrivain français.
  - Bernard Verley, acteur français.
- 1940 :
  - Serge Bélair, animateur québécois de radio et de télévision († 28 septembre 2010).
  - Françoise Galle, artiste peintre, créatrice de tapisserie et sculptrice française.
  - Vic Hadfield, hockeyeur professionnel canadien.
  - Alain Lombard, chef d'orchestre français.
  - Alain Mongrenier, artiste peintre français.
- 1941 :
  - Anne Rice (Howard Allen O'Brien dite), romancière américaine.
  - Robert « Bob » Wilson, plasticien et metteur en scène américain.
- 1942 : Alain Devaquet, chimiste et homme politique français († 19 janvier 2018).
- 1943 : Jean-Cyril Spinetta, haut fonctionnaire français.
- 1944 : Anthony « Tony » La Russa, Jr., gérant de baseball américain.
- 1946 :
  - Alain Denvers, journaliste de télévision français[7].
  - Michael Mullen, militaire américain
  - Susan Sarandon, actrice américaine.
- 1947 :
  - Julien Clerc (Paul-Alain Leclerc dit), auteur-compositeur-interprète vocal français.
  - Jim Fielder, musicien américain, guitariste et bassiste du groupe Blood, Sweat and Tears.
- 1948 : Linda McMahon, femme d'affaires et politique américaine.
- 1949 :
  - Armand Assante, acteur américain.
  - Stephen Gyllenhaal, réalisateur américain.
  - Jean-Loup Hubert, scénariste et réalisateur français.
  - Henri Poncet, officier général français.
  - Luis Sepúlveda, auteur chilien († 16 avril 2020).
- 1950 : Michael Heubach, musicien et compositeur de rock allemand.
- 1951 François Gravel, écrivain canadien.
- 1953 : Baruh Djaki « Tchéky » Karyo, acteur français.
- 1956 :
  - Jérôme Garcin, journaliste et écrivain français.
  - Christoph Waltz, acteur autrichien.
- 1957 :
  - William Mark « Bill » Fagerbakke, acteur américain.
  - Gilles Fumey, enseignant-chercheur français en géographie culturelle de l'alimentation.
  - Gregory Thomas Linteris, astronaute américain.
  - Jean-Michel Espitallier, poète et écrivain français.
- 1959 : Valérie Fourneyron, médecin du sport et femme politique française.
- 1960 : Afrika Bambaataa (Lance Taylor dit), musicien américain pionnier du hip-hop.
- 1961 : Kazuki Takahashi (高橋 和希), mangaka japonais.
- 1962 : Juan Francisco « Jon » Secada, chanteur cubain.
- 1963 : A.C. Green, basketteur américain.
- 1964 : Matthew Cetlinski, nageur américain, champion olympique.
- 1967 : 
  - Liev Schreiber, acteur américain.
  - Nicholas Green, rameur d'aviron australien, double champion olympique.
- 1969 : Abraham Benrubi, acteur américain.
- 1972 : Mélanie Maynard, actrice québécoise.
- 1976 : Alicia Silverstone, actrice américaine.
- 1977 :
  - Richard Reed Parry, musicien canadien du groupe Arcade Fire.
  - Najat Vallaud-Belkacem, femme politique française, plusieurs fois ministre.
- 1979 :
  - Caitriona Balfe, actrice irlandaise[8].
  - Rachael Leigh Cook, actrice et productrice américaine.
- 1980 : Ludivine Furnon, gymnaste française.
- 1981 :
  - Matthieu Gosztola, écrivain français.
  - Justin Williams, hockeyeur professionnel canadien.
- 1982 : 
  - Ilhan Omar, Femme politique américaine.
  - Jered Weaver, joueur de baseball américain.
- 1983 : 
  - Abdellah Idlaasri, joueur international néerlandais de futsal.
  - Kurt Suzuki, joueur de baseball américain.
- 1984 : Lena Katina Sergeevna (Elena Sergueïevna Katina / Елена Сергеевна Катина dite), musicienne russe du groupe t.A.T.u..
- 1985 : Fabrice Mignot, animateur et chef cuisinier français.
- 1986 :
  - Sara Forestier, actrice française.
  - Anthony Smith, basketteur américain.
- 1987 : Ryan Shawcross, footballeur anglais.
- 1988 :
  - Melissa Benoist, actrice américaine.
  - Derrick Rose, basketteur américain.
- 1989 : Dakota Johnson, actrice américaine.
- 1992 : Rupi Kaur, poétesse canadienne d'origine indienne.
- 1996 : Lillie Keenan, cavalière américaine.
- 1997 : 
  - Tom Moyal, designer graphique français.
  - Yuju (Choi Yu Na dite), chanteuse sud-coréenne du groupe GFriend.

## Décès

### XIIIesiècle
- 1227 : Abu Muhammad al-Adil, calife de 1224 à sa mort, assassiné par noyade (° 1170).

### XIVesiècle
- 1305 : Kameyama (亀山天皇), 90e empereur du Japon, régnant de 1259 à 1274 (° 1249).
- 1369 : Guillaume d'Aigrefeuille l'Ancien, prélat français (° 1326).
- 1382 : Louis II de Mantoue, noble italien (° 1334).

### XVIesiècle
- 1582 : Thérèse d'Avila, religieuse espagnole, sainte de l'Église catholique (° 28 mars 1515).
- 1597 : Sarsa Dengel, négus d'Éthiopie de 1563 à 1597 (° 1550).

### XVIIesiècle
- 1646 : Thomas Howard, homme politique anglais (° 7 juillet 1586).
- 1660 : Francesco Albani, peintre italien (° 17 août 1578).
- 1661 : Jacqueline Pascal, religieuse française (° 4 octobre 1625).
- 1669 : Rembrandt van Rijn, peintre néerlandais (° 15 juillet 1606).
- 1680 : Pierre-Paul Riquet, ingénieur français (° présumé 25 juin 1606).

### XVIIIesiècle
- 1747 : Amaro Pargo, corsaire espagnol (° 3 mai 1678).

### XIXesiècle
- 1800 : Jean Hermann, médecin et naturaliste français (° 31 décembre 1738).
- 1817 : Étienne-François Le Tourneur, homme politique français, président de la Convention nationale en 1795 et  Directeur de 1795 à 1797 (° 15 mars 1751).
- 1850 : Alexandre Roguin, pharmacien français (° 28 décembre 1771).
- 1851 : Manuel Godoy, homme politique espagnol, secrétaire d'État de 1792 à 1798 (° 12 mai 1767).
- 1859 : Karl Baedeker, écrivain allemand (° 3 novembre 1801).
- 1864 : Jos Montferrand (Joseph Favre dit), homme fort québécois (° 25 octobre 1802).
- 1876 : Alexandre Joseph Josquin, peintre français (° 8 septembre 1822).
- 1884 : Leona Florentino, poétesse des Philippines (° 19 avril 1849).
- 1886 : 
  - George French Angas, illustrateur et naturaliste britannique (° 25 avril 1822).
  - Germain Demay, archiviste et sigillographe français (° 15 janvier 1819).

### XXesiècle
- 1904 : Frédéric Auguste Bartholdi, sculpteur français (° 2 août 1834).
- 1914 : Joseph Déchelette, archéologue français (° 8 janvier 1862).
- 1925 : « Nacional II » (Juan Anlló y Orío dit), matador espagnol (° 11 janvier 1898).
- 1935 : Jean Béraud, peintre français (° 12 janvier 1849).
- 1947 : Max Planck, physicien allemand, Prix Nobel de physique en 1927 (° 23 avril 1858).
- 1948 : René Benjamin, écrivain français (° 20 mars 1885).
- 1955 : Alexandros Papagos (Αλέξανδρος Παπάγος), militaire et homme politique grec, Premier ministre grec de 1952 à 1955 (° 9 décembre 1883).
- 1963 : Janka Boga, écrivaine et pédagogue hongroise (° 31 janvier 1886).
- 1968 : Jan Kurnakowicz, acteur de cinéma et de théâtre polonais (° 27 janvier 1901).
- 1970 : Janis Joplin, chanteuse américaine (° 19 janvier 1943).
- 1982 :
  - Glenn Gould, musicien canadien (° 25 septembre 1932).
  - Stefanos Stefanopoulos, homme d’État grec, premier ministre de 1956 à 1966 (° 3 juillet 1898).
- 1985 : François Hertel, prêtre catholique, écrivain et philosophe québécois (° 31 mai 1905).
- 1989 :
  - Graham Chapman, comédien britannique issu de la troupe fantaisiste des Monty Python (° 8 janvier 1941).
  - Noël-Noël (Lucien Édouard Noël dit), acteur français (° 9 août 1897).
- 1992 : 
  - Louis Amade, parolier français (° 13 janvier 1915).
  - Kazim Kazimzade, peintre azerbaïdjanais (° 10 août 1913).
- 1996 : Silvio Piola, footballeur italien (° 29 septembre 1913).
- 1997 : Gunpei Yokoi (横井軍平), concepteur de jeux japonais, inventeur de consoles de jeux vidéo (° 10 septembre 1941).
- 1998 : Jean-Pascal Delamuraz, homme politique suisse, conseiller fédéral de 1984 à 1998 (° 1er avril 1936).
- 1999 :
  - Bernard Buffet, peintre français académicien ès beaux-arts (° 10 juillet 1928).
  - Arthur Stewart « Art » Farmer, musicien américain (° 21 août 1928).
- 2000 :
  - Tofik Kouliyev, compositeur, pianiste et chef d'orchestre azerbaïdjanais (° 7 novembre 1917).
  - Egano Righi-Lambertini, prélat italien (° 22 février 1906).
  - Michael Smith, biochimiste canadien d’origine britannique, prix Nobel de chimie en 1993 (° 26 avril 1932).

### XXIesiècle
- 2001 : Jean Mazeaufroid, plasticien contemporain français (° 17 juillet 1943).
- 2002 : André Delvaux, réalisateur belge (° 21 mars 1926).
- 2003 : 
  - Dorothy Mary Donaldson, première femme à occuper le poste de Lord-maire de Londres (° 29 août 1921).
  - Antanas Rekašius, compositeur soviétique puis lituanien (° 24 juillet 1928).
- 2004 :
  - Gordon Cooper, astronaute américain (° 6 mars 1927).
  - Willy Guhl, architecte et designer suisse (° 6 juillet 1915).
- 2005 :
  - Jean Cazeneuve, sociologue et homme de télévision français académicien ès sciences morales et politiques (° 17 mai 1915).
  - John Falloon, homme politique néo-zélandais (° 17 février 1942).
  - Michael George « Mike » Gibbins, musicien britannique, batteur du groupe Badfinger (° 12 mars 1949).
- 2006 : Oskar Pastior, poète germano-roumain (° 20 octobre 1927).
- 2008 : Iba N'Diaye, peintre franco-sénégalais (° 1928).
- 2009 :
  - Veikko Huovinen, romancier finlandais (° 7 mai 1927).
  - Ernő Kolczonay, escrimeur hongrois (° 15 mai 1953).
  - Shōichi Nakagawa, homme politique japonais (° 19 juillet 1953).
  - Günther Rall, pilote de chasse allemand (° 10 mars 1918).
  - Mercedes Sosa, chanteuse argentine (° 9 juillet 1935).
- 2010 : Juan José Sagarduy, cycliste sur route espagnol (° 14 juin 1941).
- 2011 : Claude Dufresne, animateur, producteur de radio et de télévision, journaliste, écrivain, dramaturge ainsi que librettiste français (° 9 août 1920).
- 2012 :
  - Stan Mudenge, homme politique zimbabwéen (° 17 décembre 1941).
  - Erhard Wunderlich, handballeur allemand (° 14 décembre 1956).
- 2013 : 
  - Christian Gailly, écrivain français (° 14 janvier 1943).
  - Vo Nguyen Giap, militaire vietnamien, ministre de la Défense de 1946 à 1980 (° 25 août 1911).
- 2014 :
  - Jean-Claude Duvalier, homme politique haïtien, dictateur (« président à vie ») haïtien de 1971 à 1986 (° 3 juillet 1951).
  - Paul Revere, chanteur américain (° 7 janvier 1938).
- 2015 : Yves Barsacq, comédien français (° 17 juin 1931).
- 2016 :
  - Mario Almada, acteur mexicain (° 7 janvier 1922).
  - Brigitte Hamann, écrivaine et historienne autrichienne (° 26 juillet 1940).
  - Pieter Hintjens, développeur informatique belge (° 3 décembre 1962).
  - Fred Osam-Duodu, entraîneur de football ghanéen (° 4 juin 1938).
  - Jim Parrott, cardiologue et homme politique canadien (° vers 1942).
- 2019 : 
  - Glen Brown, musicien et producteur jamaïcain (° 30 janvier 1944).
  - Diahann Carroll, actrice et chanteuse américaine (° 17 juillet 1935).
- 2020 : 
  - Rosemary Aluoch, footballeuse kényane (° 5 juillet 1976).
  - Jean-Marc Avocat, acteur français (° vers 1948).
  - Günter de Bruyn, écrivain allemand (° 1er novembre 1926).
  - Louis Fortier, biologiste et océanographe canadien (° 25 octobre 1953).
  - Murphy J. Foster, Jr., homme politique américain (° 11 juillet 1930).
  - Jérôme Gendre, joueur de rugby à XV français (° 20 mars 1977).
  - Clark Middleton, acteur américain (° 13 avril 1957).
  - Carla Federica Nespolo, femme politique italienne (° 4 mars 1943).
  - Philippe Salaün, tireur photo et un photographe humaniste français (° 4 mars 1943).
  - Kenzō Takada (高田 賢三, Takada Kenzō?), styliste franco-japonais, fondateur d'une marque de vêtements, d'accessoires et de parfums (° 27 février 1939).
- 2021 : 
  - Roger Stuart Bacon, homme politique canadien (° 29 juin 1926).
  - Mohamed Ali Bouleymane, homme politique tunisien (° 10 mars 1942).
  - Sergey Danilin, lugeur soviétique puis russe (° 1er janvier 1960).
  - Jean-Paul Harney, homme politique canadien (° 2 février 1931).
  - Vonick Laubreton, peintre français (° 20 mars 1937).
  - Philippe Levillain, historien et professeur d'histoire français (° 27 novembre 1940).
- 2022 :

  - Loretta Lynn, auteur-compositeur-interprète américaine de musique country (° 14 avril 1932).
- 2023 :
  - Giánnis Ioannídis, basketteur puis entraîneur devenu homme politique grec (° 26 février 1945).
  - Héctor Mayagoitia Domínguez, homme politique mexicain (° 7 janvier 1923).
  - Dominique Perrier, musicien, compositeur, arrangeur et interprète français (° 16 février 1948).
  - Boris M. Schein, mathématicien russo-américain (° 22 juin 1938).
  - Telesphore Toppo, cardinal indien (° 15 octobre 1939).
  - Shawna Trpcic, costumière américain (° 18 octobre 1966).
- 2024 :
  - Willi Giesemann, footballeur international allemand (° 2 septembre 1937).
  - Yukio Hattori, cuisinier, mannequin et commentateur TV japonais (° 16 décembre 1945).
  - Anatoli Konkov, footballeur puis entraîneur soviétique et ensuite ukrainien (° 19 septembre 1949).
  - Alexander Leitch, homme politique britannique (° 20 octobre 1947).
  - Lourdes Mendoza, femme d'affaires et politique péruvienne (° 7 janvier 1958).
  - Marlon Pérez, coureur cycliste colombien (° 10 janvier 1976).
  - Lea Pericoli, joueuse de tennis italienne (° 22 mars 1935).

## Célébrations
- Nations unies : premier jour de la Semaine mondiale de l'espace chaque année du 4 au 10 octobre.
- Journée mondiale des animaux[9] en relation avec Saint François d'Assise ci-après.

- Lesotho : fête nationale célébrant son indépendance de 1966.
- Suède : Kanelbullens dag ou « jour de la kanelbulle » (brioche à la cannelle du pays).

### Saints des Églises chrétiennes

#### Catholiques et orthodoxes
Saints du jour, :
- Ammon († 350), ermite fondateur de la colonie d'anachorètes de Nitrie.
- Adaucte († vers 313), préfet d'Éphèse et martyr à Mélitène, sous Maximin Daïa ; et sa fille Callisthène, vierge.
- Aure de Paris († 666), première abbesse de Saint-Martial, fondé par Saint Éloi.
- Caïus († IIIe siècle), Fauste, Eusèbe, Chérémon, Lucius, et leurs compagnons martyrs à Alexandrie.
- Crispe († Ier siècle), et Caïus, dont il est fait mention aux épîtres pauliniens aux Corinthiens.
- Domnine († 305), et ses filles Bérénice et Prosdoce, martyres à Antioche sous Dioclétien, qui se seraient jetées dans une rivière pour sauver leur vertu.
- Hiérothée († Ier siècle), évêque, disciple de saint Paul.
- Jean Lampadiste († Xe siècle), ermite de Chypre.
- Madalvé († 777), évêque de Verdun.
- Marc († 304), Marcien, et d'autres martyrs en Égypte.
- Marse († 303), prêtre, Corcodome, diacre, Jovinien et Alexandre, sous-diacre, Jovinien, lecteur, martyrs à Auxerre, compagnons de Pèlerin d'Auxerre.
- Pétrone de Bologne († 450), évêque de Bologne et patron de cette ville.
- Pierre († 742), évêque martyr de Damas.
- Quintin († VIe siècle), martyr de la chasteté en Touraine.
- Thyrse († 306), et ses compagnons, de la légion thébaine, martyrs à Trèves.

#### Saints et bienheureux catholiques
Saints et béatifiés du jour :
- Alfred Pellicer Muñoz (pl) ( † 1936), bienheureux franciscain martyr à Bellreguard, lors de la guerre d'Espagne.
- François d'Assise ( † 1226), fondateur des franciscains, qui crée son premier couvent français à Vézelay[12].
- François-Xavier Seelos († 1867), prêtre rédemptoriste et bienheureux.
- Henri Morant Pellicer (pl) ( † 1936), bienheureux prêtre martyr à Xaraco, lors de la guerre d'Espagne.
- Joseph Canet Girer ( † 1936), bienheureux prêtre martyr à Gandia, lors de la guerre d'Espagne.
- Martine Vazquez Gordo (es) ( † 1936), bienheureuse religieuse espagnole fille de la Charité, martyre à Algar de Palancia.

#### Saints orthodoxes
Saints du jour, aux dates parfois "juliennes" ou orientales :
- Élisabeth de Sisatovats (sr) († 1543), veuve de saint Étienne, moniale.
- Étienne Stylianovitch (sr) († 1540), martyr.
- Gouria († 1563), évêque de Kazan (fête locale à cette date), fêté le 5 décembre.
- Vladimir Iaroslavitch (en) († 1050), prince de Novgorod.

### Prénoms du jour
Bonne fête aux François (Saint François d'Assise ci-avant mort une veille 3 octobre)
- et ses variantes ou dérivés : Françoys, Français (ancien et moyen français, francien), Françou, Françounet, Fane (et non pas Fanny des 26 décembre etc.), Fanfan, Françoua, Franciscus (latin), Francis, Franck, Frances, Fran (anglais), Francisque, Frantz, Franz, Frank, Franzisko, Sko ? (allemand), Francesco, Fran, Cesco, Francese, Frani, Gianfranco (Pio), Peppi Franzelin (italien), Franciscus (latin), Francisco (espagnol castillan, portugais), Frisco (id., surnom marin ancien de San Francisco), Paco infra, Francés ; Fransez, Soaz, Soiz et Fañch (breton celtique)[13],[14], Francin & Chino (gallo), Chico, Xico (diminutifs hispanophones et/ou lusophones), Xech, Francesc (catalan), Frane, Françwès voire Tchantchès en wallon de Liège voire Bruxelles, Francelin voire Frandelin (créole haïtien), Franciszek (polonais), Franzo, Franjo (croate etc. à prononcer Franio ?), Fanjo, František (tchèque), Франциск (ukrainien), Franzéninkatu / Франці́шак (bélarus, tarask ?), Ferenc, Ferenczi, Fransisko (swahili), Phanxicô (vietnamiem), Proinsias, etc.
- Paco supra et son diminutif Paquito (espagnol castillan / ibérique puis ultra-marin), Pancho (mexicain), voire Sanchez, Sancho, Sanche etc.
- Aux porteurs des prénoms composés Jean-François ou Jeff, Pierre-François ou Pef etc., François-Xavier ou FiX et leurs variantes comme lors des 3 décembre ;
- et comme lors des 24 janvier voire 3 décembre, voire des Sainte Françoise et variantes les 9 mars, 22 décembre, etc.

Et bonne fête aussi aux :
- Aure et ses variantes et dérivés les plus fréquents : Aura, Aurane, Auranne, Aureline, Aurelle, Aurelyne et Aurette.
- Aurore, Auriane et Oriane en raison de leur proximité phonétique avec Aure.
- Pétrone,
- Roxanne et ses variantes : Roxana, Roxane et Roxanna.

## Traditions et superstitions

### Astrologie
- Signe du zodiaque : douzième jour du signe astrologique de la Balance.

### Dictons du jour
- « À la saint-François-d'Assise, si tu bâtis sois prudent pour tes assises. »[15]

- - ou « (...) pour les Rois, fou qui ne s'en aperçoit). »

- « À la saint-François, la bécasse est au bois. »[16]
- « À la saint-François, on sème, si l'on veut, et plus tôt même. »[16]
- « À la saint-François, vient le premier froid. »[16]
- « Autant de jours que l'oignon de lys fleurit après la saint-Jean [24 juin], autant de jours que la vendange sera retardée après la saint-François. »[17]
- Dicton du 28 septembre "récent", de la saint-Venceslas : « À la st-Francis ... ».
- « Entre saint-Michel [29 septembre] et saint-François, prends ta vendange telle qu'elle est ; à saint-Denis [9 octobre], prends-la si elle y est encore. »[18]
- « Ne sème pas à la saint-Léger [2 octobre], les épis seraient trop légers. Sème à la saint-François, il te rendra grain de bon poids. Mais n'attends pas la saint-Bruno [6 octobre], ton blé serait tout noiraud. »[16]

## Toponymie
Plusieurs voies, places, sites ou édifices de pays ou provinces francophones contiennent cette date sous des graphies diverses dans leurs noms : voir Quatre-Octobre .